# Khanbogd, Ömnögovi
Khanbogd (tiếng Mông Cổ: Ханбогд) là một sum của tỉnh Ömnögovi ở miền nam Mông Cổ. Khanbogd có mỏ Oyu Tolgoi, cách trung tâm sum 40 km (25 mi). Vào năm 2009, dân số của sum là 3.154 người.

## Lịch sử
Khanbogd là quê hương của Demchigiin Khiid (tiếng Mông Cổ: Дэмчигййн Хийдийн), một tu viện do Danzan Ravjaa xây dựng. Tu viện đã bị phá hủy vào năm 1937, nhưng sau đó đã được xây dựng lại bằng tiền của công ty vận hành mỏ Oyu Tolgoi.

## Địa lý
Sum có diện tích khoảng 15.151 km2. Trung tâm sum, Ikhbulag, nằm cách tỉnh lỵ Dalanzadgad 250 km và thủ đô Ulaanbaatar 630 km.
Khoáng sản có vàng, chì, quặng sắt và vật liệu xây dựng.

### Khí hậu
Khanbogd có khí hậu sa mạc lạnh. Nhiệt độ trung bình hàng năm trong khu vực là 10 °C. Tháng ấm nhất là tháng 7, khi nhiệt độ trung bình là 30 °C và lạnh nhất là tháng 1, với −12 °C. Lượng mưa trung bình hàng năm là 161 mm. Tháng ẩm ướt nhất là tháng 6, với lượng mưa trung bình là 39 mm, và khô nhất là tháng 1, với 1 mm.

## Kinh tế
Sum có một trường học, bệnh viện, khu dịch vụ và xưởng.

## Giao thông
Sân bay Khanbumbat, nằm ở Khanbogd, khai trương vào tháng 2 năm 2013.